# سیارک ۱۲۳۶۲
سیارک ۱۲۳۶۲ (به انگلیسی: 12362 Mumuryk، نامگذاری:1993TS1) دوازده هزار و سیصد و شصت و دومین سیارک کشف شده‌است که در ۱۵ اکتبر ۱۹۹۳ کشف شد.
قدر مطلق سیارک برابر ۳۳.۸ است.